# Costa Rica-i labdarúgó-bajnokság (első osztály)
A Primera División de Costa Rica a Costa Rica-i labdarúgó-bajnokságok legfelsőbb osztályának elnevezése. A bajnokságot 1921. június 13-án alapították és 12 csapat részvételével zajlik. 
A bajnokságot két részre oszlik. Első az úgynevezett Apertura, ami júliustól decemberig zajlik, második a Clausura, ami pedig decembertől májusig tart. A bajnok a bajnokok ligájában indulhat.

## A 2013–2014-es bajnokság résztvevői
| Klub                           | Város                  | Bajnoki címek száma |
| LD Alajuelense                 | Alajuela               | 29                  |
| Asociación Deportiva Belén(en) | Belén                  | 0                   |
| AD Carmelita                   | Alajuela               | 1                   |
| CS Cartagines                  | Cartago                | 3                   |
| CS Herediano                   | Heredia                | 22                  |
| Limon FC                       | Puerto Limón           | 0                   |
| Municipal Pérez Zeledon        | San Isidro del General | 0                   |
| Puntarenas FC                  | Puntarenas             | 1                   |
| SD Santos                      | Guápiles               | 0                   |
| Deportivo Saprissa             | San José               | 29                  |
| Universidad                    | San José               | 1                   |
| CS Uruguay                     | Coronado               | 1                   |

## Az eddigi győztesek
| Év              | Bajnok                    | Második helyezett   |
| --------------- | ------------------------- | ------------------- |
| 1921            | Herediano                 | Gimnástica Española |
| 1922            | Herediano                 | La Libertad         |
| 1923            | Cartaginés                | La Libertad         |
| 1924            | Herediano                 | Cartaginés          |
| 1925            | La Libertad               | Herediano           |
| 1926            | La Libertad               | Cartaginés          |
| 1927            | Herediano                 | La Libertad         |
| 1928            | Alajuelense               | Gimnástica Española |
| 1929            | La Libertad               | Alajuelense         |
| 1930            | Herediano                 | Gimnástica Española |
| 1931            | Herediano                 | Orión               |
| 1932            | Herediano                 | La Libertad         |
| 1933            | Herediano                 | Gimnástica Española |
| 1934            | La Libertad               | Alajuela Junior     |
| 1935            | Herediano                 | Alajuela Junior     |
| 1936            | Cartaginés                | La Libertad         |
| 1937            | Herediano                 | Gimnástica Española |
| 1938            | Orión                     | Gimnástica Española |
| 1939            | Alajuelense               | Herediano           |
| 1940            | Cartaginés                | Orión               |
| 1941            | Alajuelense               | La Libertad         |
| 1942            | La Libertad               | Gimnástica Española |
| 1943            | Universidad de Costa Rica | Alajuelense         |
| 1944            | Orión                     | Herediano           |
| 1945            | Alajuelense               | Orión               |
| 1946            | La Libertad               | Herediano           |
| 1947            | Herediano                 | La Libertad         |
| 1948            | Herediano                 | Alajuelense         |
| 1949            | Alajuelense               | Orión               |
| 1950            | Alajuelense               | Deportivo Saprissa  |
| 1951            | Herediano                 | Orión               |
| 1952            | Deportivo Saprissa        | Alajuelense         |
| 1953            | Deportivo Saprissa        | Herediano           |
| 1954            | Vacated                   | Vacated             |
| 1955            | Herediano                 | Deportivo Saprissa  |
| 1956            | Vacated                   | Vacated             |
| 1957            | Deportivo Saprissa        | Alajuelense         |
| 1958            | Alajuelense               | Deportivo Saprissa  |
| 1959            | Alajuelense               | Deportivo Saprissa  |
| 1960            | Alajuelense               | Herediano           |
| 1961 ASOFUTBOL  | Herediano                 | Deportivo Saprissa  |
| 1961 FEDEFUTBOL | Carmen                    | Uruguay de Coronado |
| 1962            | Deportivo Saprissa        | Alajuelense         |
| 1963            | Uruguay de Coronado       | Deportivo Saprissa  |
| 1964            | Deportivo Saprissa        | Orión               |
| 1965            | Deportivo Saprissa        | Alajuelense         |
| 1966            | Alajuelense               | Deportivo Saprissa  |
| 1967            | Deportivo Saprissa        | Alajuelense         |
| 1968            | Deportivo Saprissa        | Cartaginés          |
| 1969            | Deportivo Saprissa        | Alajuelense         |
| 1970            | Alajuelense               | Deportivo Saprissa  |
| 1971            | Alajuelense               | Deportivo Saprissa  |
| 1972            | Deportivo Saprissa        | Alajuelense         |
| 1973            | Deportivo Saprissa        | Cartaginés          |
| 1974            | Deportivo Saprissa        | Herediano           |
| 1975            | Deportivo Saprissa        | Cartaginés          |
| 1976            | Deportivo Saprissa        | Barrio México       |
| 1977            | Deportivo Saprissa        | Cartaginés          |
| 1978            | Herediano                 | Puntarenas          |
| 1979            | Herediano                 | Cartaginés          |
| 1980            | Alajuelense               | Herediano           |
| 1981            | Herediano                 | Limonense           |
| 1982            | Deportivo Saprissa        | Puntarenas          |
| 1983            | Alajuelense               | Puntarenas          |
| 1984            | Alajuelense               | Deportivo Saprissa  |
| 1985            | Herediano                 | Alajuelense         |
| 1986            | Puntarenas                | Alajuelense         |
| 1987            | Herediano                 | Cartaginés          |
| 1988            | Deportivo Saprissa        | Herediano           |
| 1989            | Deportivo Saprissa        | Alajuelense         |
| 1990            | Nem volt bajnokság        | Nem volt bajnokság  |
| 1990-91         | Alajuelense               | Deportivo Saprissa  |
| 1991-92         | Alajuelense               | Deportivo Saprissa  |
| 1992-93         | Herediano                 | Cartaginés          |
| 1993-94         | Deportivo Saprissa        | Alajuelense         |
| 1994-95         | Deportivo Saprissa        | Alajuelense         |
| 1995-96         | Alajuelense               | Cartaginés          |
| 1996-97         | Alajuelense               | Deportivo Saprissa  |
| 1997-98         | Deportivo Saprissa        | Alajuelense         |
| 1998-99         | Deportivo Saprissa        | Alajuelense         |
| 1999–2000       | Alajuelense               | Deportivo Saprissa  |
| 2000-01         | Alajuelense               | Herediano           |
| 2001-02         | Alajuelense               | Santos de Guápiles  |
| 2002-03         | Alajuelense               | Deportivo Saprissa  |
| 2003-04         | Deportivo Saprissa        | Herediano           |
| 2004–05         | Alajuelense               | Pérez Zeledón       |
| 2005–06         | Deportivo Saprissa        | Puntarenas          |
| 2006–07         | Deportivo Saprissa        | Alajuelense         |
| 2007 Apertura   | Deportivo Saprissa        | Herediano           |
| 2008 Clausura   | Deportivo Saprissa        | Alajuelense         |
| 2008 Apertura   | Deportivo Saprissa        | Alajuelense         |
| 2009 Clausura   | Liberia Mía               | Herediano           |
| 2009 Apertura   | Brujas                    | Puntarenas          |
| 2010 Clausura   | Deportivo Saprissa        | San Carlos          |
| 2010 Apertura   | Alajuelense               | Herediano           |
| 2011 Clausura   | Alajuelense               | San Carlos          |
| 2011 Apertura   | Alajuelense               | Herediano           |
| 2012 Clausura   | Herediano                 | Santos de Guápiles  |
| 2012 Apertura   | Alajuelense               | Herediano           |
| 2013 Clausura   | Herediano                 | Cartagines          |
| 2013 Apertura   | Alajuelense               | Herediano           |
| 2014 Clausura   | Deportivo Saprissa        | Alajuelense         |
| 2014 Apertura   | Deportivo Saprissa        | Herediano           |
| 2015 Clausura   | Herediano                 | Alajuelense         |
| 2015 Apertura   | Deportivo Saprissa        | Alajuelense         |